# Barraca B-21
La barraca B-21 és una barraca de vinya situada al municipi de Subirats (Alt Penedès), a 250 m al sud-est de la cruïlla del camí del Subirat Parent amb carretera de la urbanització Can Rossell de la Costa.
Construcció aixecada en pedra seca sobre una superfície plana enmig d'una vinya, de planta circular i forma troncocònica, de 2,40 m de diàmetre interior i una alçada màxima de 2,00 m. La construcció és de la tipologia de sostre de falsa volta, típic en aquestes edificacions (acostament de filades de pedra seca, sense cap mena de material d'unió, i amb una gran llosa per tapar el sostre). La llinda de la porta és plana i a la cara exterior hi ha gravada la data: 1899. La barraca encara té al sostre exterior els lliris (planta habitualment utilitzada perquè les seves arrels subjectin la terra que cobreix la volta exteriorment).
El portal, orientat al sud, té una alçada de 128 cm, una amplada de 62 cm i un gruix de 70 cm.
El codi utilitzat en la denominació d'aquesta barraca (lletra + número) procedeix d'un estudi realitzat per Araceli Soler i Jaume Rovira, que intenta sistematitzar la informació sobre aquests elements arquitectònics al terme de Subirats.